# Jensen FF
La Jensen FF è una Grand Tourer a quattro ruote motrici prodotta dalla casa automobilistica britannica Jensen Motors tra il 1966 e il 1971. È stata la prima vettura di serie non fuoristrada dotata di trazione integrale e sistema di frenatura antibloccaggio, il Dunlop Maxaret.
L'uso della trazione integrale su un'autovettura precedette il successo dell'AMC di tredici anni, dell'Audi quattro di quattordici anni, e della Subaru Leone di cinque anni. Il sistema di frenatura meccanica antibloccaggio Dunlop Maxaret era stato precedentemente utilizzato solo su aerei, camion e auto da corsa. Una versione sperimentale è stata montata per la prima volta su Jensen C-V8 ma non andò in produzione.
Le lettere FF stanno per Formula Ferguson , da Ferguson Research Ltd., che ha inventato il sistema di trazione integrale della vettura. La FF è molto simile all'Interceptor ma è 127 mm (5.0 in) più lunga e meccanicamente molto diversa.
Le caratteristiche standard della FF comprendono le cinture di sicurezza anteriori, il contagiri e le tasche laterali nei pannelli delle portiere.

## Ricezione e vendita

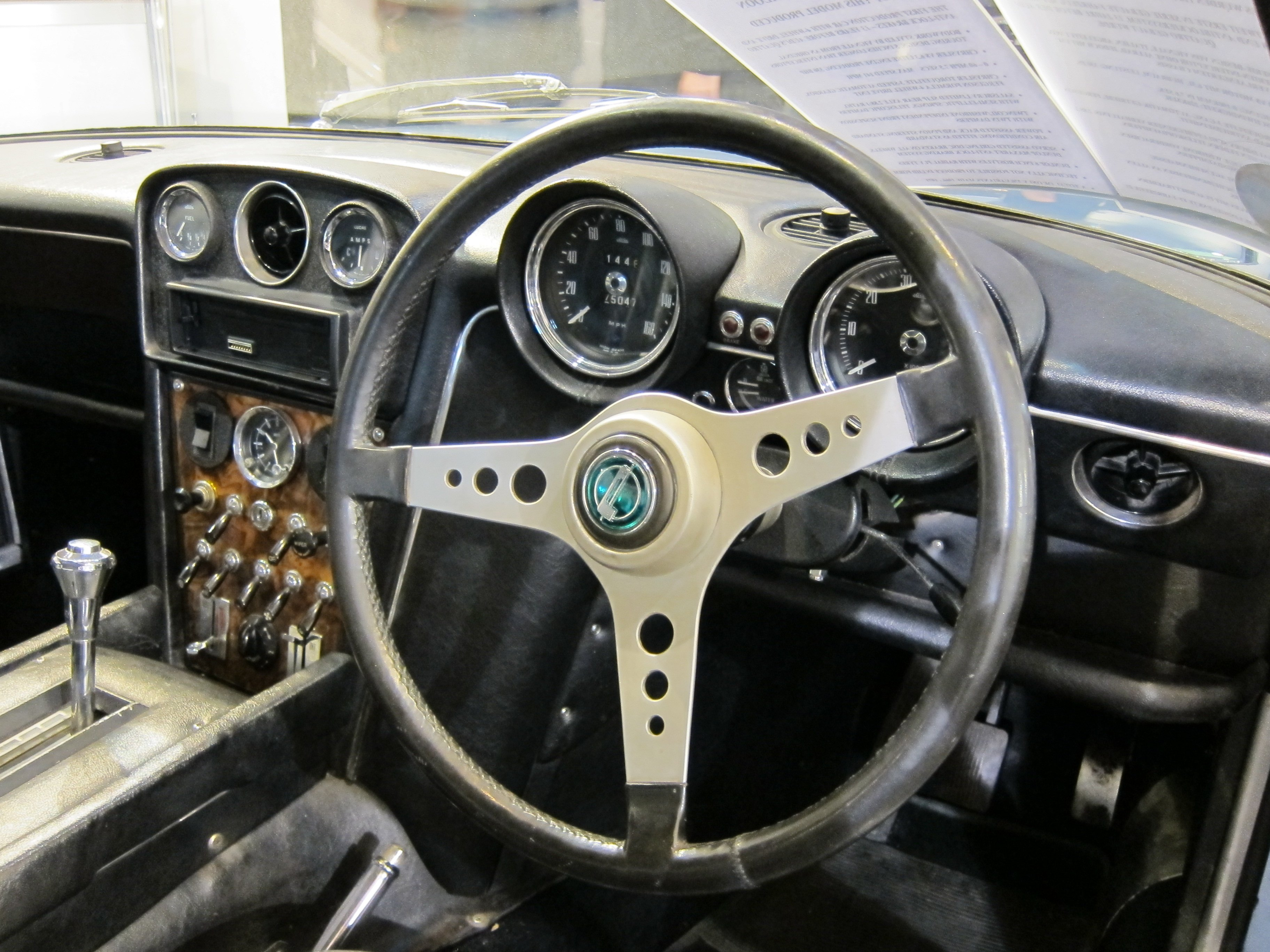
Il cruscotto

Sebbene fosse un veicolo altamente innovativo in senso tecnico, la FF non ebbe un buon successo commerciale. La causa principale fu il prezzo elevato (circa il 30% in più rispetto alla Jensen Interceptor), che risultava superiore a quello di molte GT di lusso offerte da produttori più prestigiosi.
La FF ha soffrì anche di un problema di progettazione: la vettura era stata progettata con il volante a destra, utilizzando la parte sinistra del vano motore per ospitare il differenziale e l'albero di trasmissione. Questo impedì la realizzazione di una versione con volante a sinistra, precludendo così la vendita della FF negli Stati Uniti, che agli inizi degli anni '70 costituivano il principale mercato di esportazione per la Jensen.

## Aspetto

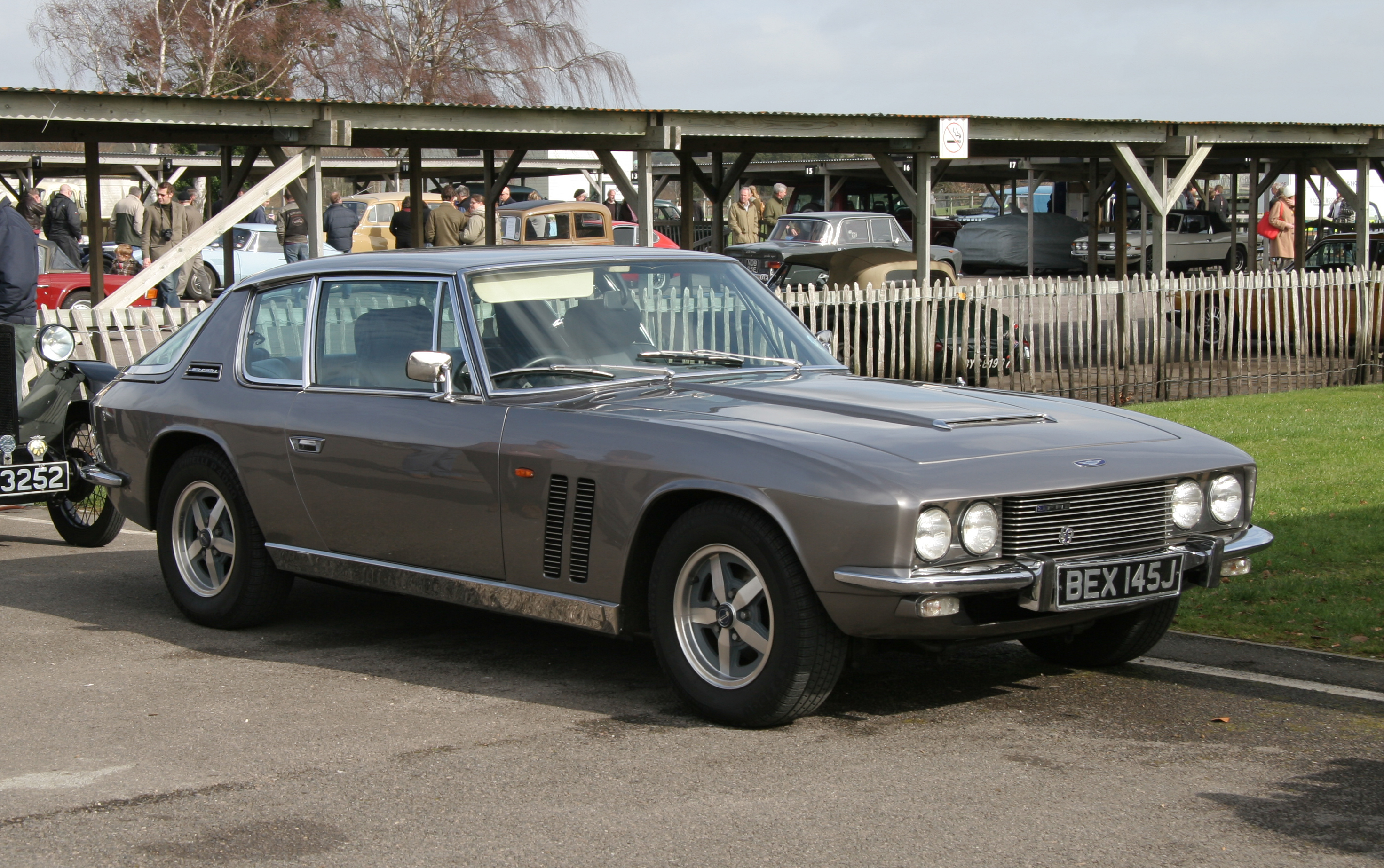
Una Jensen FF seconda serie

La FF può essere distinta dall'Interceptor da alcuni accorgimenti stilistici, la più ovvia sono le prese d'aria diagonali doppie (anziché singole) sull'ala anteriore, appena dietro gli archi ruota. L'aspetto frontale è stato rivisto nel settembre 1968. Sono state fatte solo coupé.

## Derivati
Un Ferguson FF sperimentale fu costruito nel 1968 con un motore Hemi da 7 litri (426 pollici cubici) importato da Chrysler negli Stati Uniti. Altri modelli dotati di motore Hemi non furono costruiti, a causa dei limiti delle sospensioni a velocità estremamente elevate, e del costo di importare il motore Hemi in Gran Bretagna, che è stato giudicato troppo grande.
Si dice che una versione "SP FF" sia stata realizzata ad un certo punto della corsa di produzione Questa versione è stata equipaggiata con un motore da 7,2 litri (440 pollici cubici) con un sistema di induzione "Six Pack" (tre carburatori doppio corpo ) e una trazione integrale. Si pensa che siano state costruite meno di dieci.

## Modelli
Dinky Toys ha prodotto un modello pressofuso della FF, disponibile sia in versione pronta che in kit. Playart ha anche prodotto un FF in scala 1:64, eventualmente ridimensionato rispetto al modello Dinky.
La Dinky aveva porte che si aprivano ed entrambi i modelli Playart e Dinky presentavano un cofano aperto (cofano).